# 神村學園前站
神村學園前站（日语：／ Kamimuragakuen-mae eki */?）是位於鹿兒島縣市來串木野市別府，屬於九州旅客鐵道（JR九州）的鹿兒島本線車站。

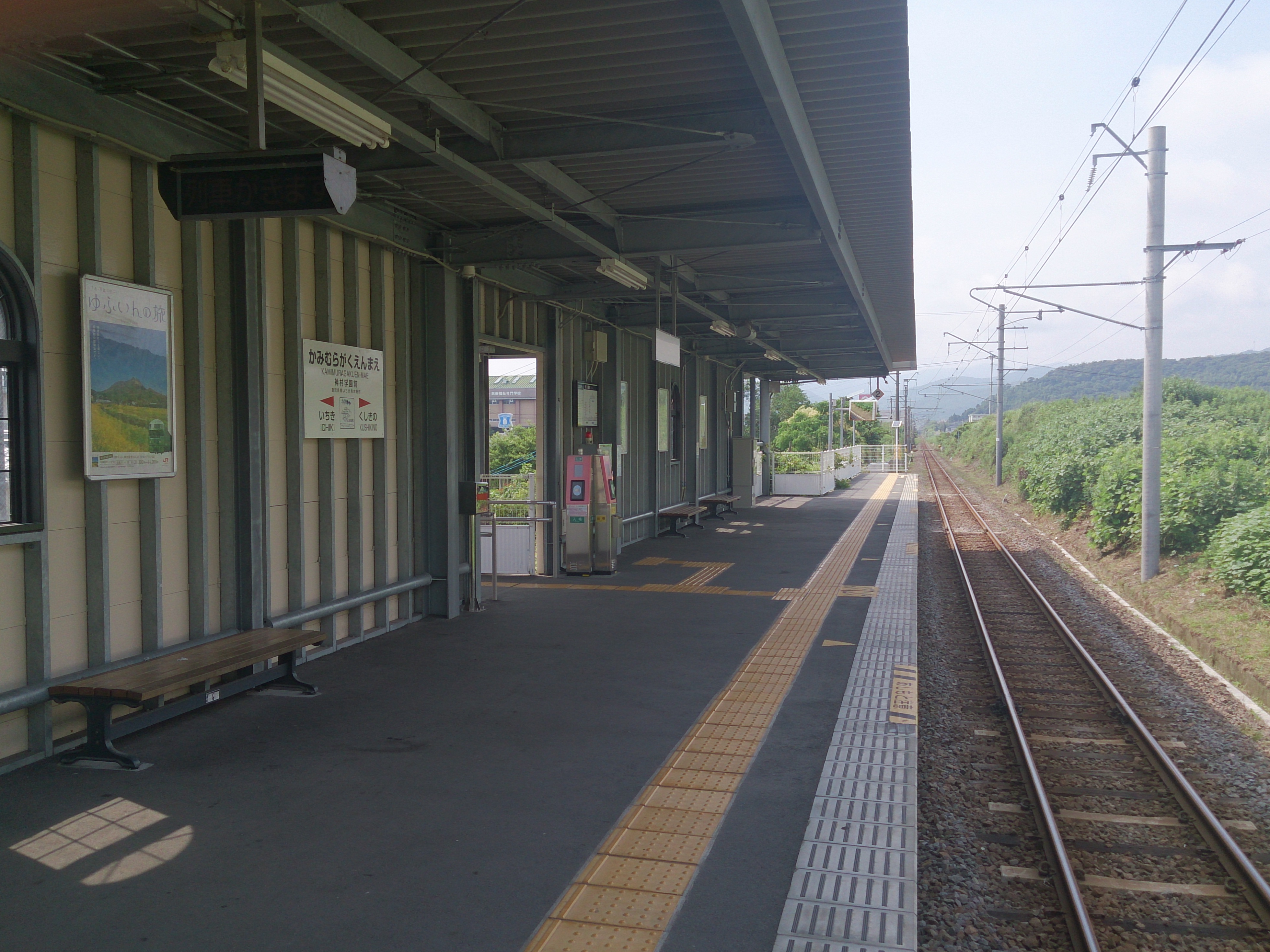
月台（2013年6月）

## 概要
站名取自國道3號上的神村學園初等部·中等部·高等部前。車站大樓與月台上蓋的費用（約1億4,000萬日圓）全數由神村學園負擔。車站內設有樓梯和升降機。站前廣場的建設費用為約1億2000萬日圓，由市來串木野市負擔。

## 歷史
在合併市町村，市來串木野市成立後，該市於2006年向九州旅客鐵道（JR九州）希望建設車站，隨後在2009年夏季開始興建。JR九州當時預計每日約1,200人使用。在車站啟用典禮中，市來串木野市市長田畑誠一與神村學園神村勲學園長出席。
- 1990年（平成2年）2月 - 串木野市議會向JR九州提出希望設置新車站[1]。
- 2006年（平成18年）12月 - 市來串木野市向JR九州提出希望設置新車站[1]。
- 2009年（平成21年）8月 - 車站建設工程完成[1]。
- 2010年（平成22年）3月13日 - JR九州車站啟用[3]。
- 2012年（平成24年）12月1日 - 此站可以使用IC卡「SUGOCA」[4]。

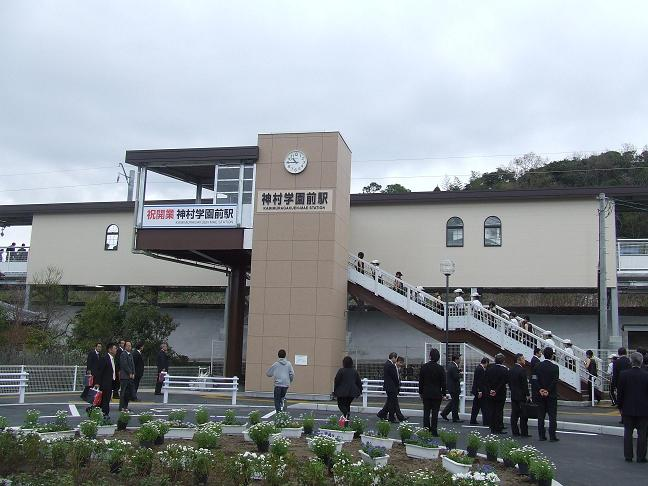
開業首日的神村學園前站（2010年3月13日）

## 車站構造
本站是地面車站，設有1面1線的單式月台。站内設有轉轍器和絶對信號機，被定義為停留所。車站坐落於路堤上，月台與站前廣場之間設有樓梯和升降機。本站是鹿兒島本線八代以北，川內以南唯一單線鐵路車站。此站為無人車站。
此站可以使用「SUGOCA」IC卡，以及可以與SUGOCA互相使用的交通系IC卡。車站設有簡易SUGOCA閘機。車站不可增值和購買SUGOCA卡。下車客中，除IC卡使用者外，可把普通乘車票投入至車站回收箱，或交給列車長。站内設有簡單自動售票機（不可使用IC卡）。

### 月台
| 月台 | 路線        | 上下行 | 方向           |
| ---- | ----------- | ------ | -------------- |
| 1    | ■鹿兒島本線 | 上行   | 川內方向       |
| 1    | ■鹿兒島本線 | 下行   | 鹿兒島中央方向 |

以上路線方向是採用了車站內的時間表與JR九州官方網站的時間表

## 使用狀況
在2018年度，1日平均乘車人次為976人。
以下是近年1日平均使用人次：
| 年度 | 1日平均 乘車人次 | 1日平均 上下車人次 |
| ---- | ---------------- | ------------------ |
| 2009 | 177              |                    |
| 2010 | 729              | 1,439              |
| 2011 | 868              | 1,732              |
| 2012 | 949              | 1,896              |
| 2013 | 980              | 1,962              |
| 2014 | 1,024            | 2,037              |
| 2015 | 1,025            | 2,043              |
| 2016 | 940              | 1,871              |
| 2017 | 930              |                    |
| 2018 | 976              |                    |

## 車站周邊
- 神村學園初等部·中等部·高等部（日语：神村学園初等部・中等部・高等部）
- 神村學園附屬幼稚園（日语：神村学園附属幼稚園）
- 神村學園專修学校
- 市來串木野市立照島小學
- 鹿兒島県立串木野養護學校
- LAWSON串木野神村學園前店(設有羅森銀行ATM（日语：ローソン銀行）。)
- HokkaHokka亭（日语：ほっかほっか亭）：神村學園前店（Cocostore：佐多酒店遺址）
- 摩斯漢堡：串木野店
- 金子醫院
- 南洲整形外科醫院
- 國道3號 - 2010年9月，設置了按鈕式交通燈。

## 相鄰車站
九州旅客鐵道
■鹿兒島本線
串木野－神村學園前－市來

## 注腳
1. 1 2 3 4 5  廣報　市來串木野　2010年1月（新年號），市來串木野市，P.4～5
2. ↑  「JR九州新駅、「神村学園前」/来年3月13日開業=いちき串木野市」南日本新聞2009年12月19日晨報24頁
3. 1 2 3  「「神村学園前駅」が開業/いちき串木野市・JR鹿児島線」南日本新聞2010年3月14日晨報28頁
4. ↑  . 交通新聞 (交通新聞社). 2012-12-04: 1.
5. ↑  在2003年八代至川內之間由肥薩橙鐵道接管前，海浦站為鹿兒島本線唯一單線鐵路車站。另外，在肥薩橙鐵道接管後於2005年，田浦御立岬公園站啟用，該站是單線鐵路車站。
6. ↑   (PDF).   [2020-04-07]. （原始内容 (PDF)存档于2018-04-16）.
7. ↑   (PDF). 九州旅客鐵道.   [2019-07-30]. （原始内容存档 (PDF)于2019-12-06）.
8. ↑  統計市來串木野

## 外部連結
- 神村學園前（車站資訊） - 九州旅客鐵道